# كورت ترافيس
كورت ترافيس (بالإنجليزية: Kurt Travis)‏ هو مغن مؤلف وموسيقي أمريكي، ولد في 16 يناير 1984.

## وصلات خارجية
- كورت ترافيس على موقع ميوزك برينز (الإنجليزية)
- كورت ترافيس على موقع ديسكوغز (الإنجليزية)